# Раппапорт, Саммер
Саммер Раппапорт (англ. Summer Rappaport; в девичестве Кук, Cook; род. 24 июля 1991, Денвер) — американская профессиональная триатлонистка.

## Карьера
В 2014 году Раппапорт финишировала пятой на Панамериканском чемпионате в смешанной эстафете. В следующем сезоне она заняла второе место на этапе Кубка мира в Аланье.
В сезоне 2016 года Раппапорт выиграла этап Мировой серии в Эдмонтоне. Помимо этого, она одержала победы на этапах Кубке мира в Чэнду и Тхонъёне, а также заняла вторые места в Салинасе и Аланье, улучшив прошлогодний результат. В конце года она заняла 19-е место в рейтинге Мировой серии по триатлону. В следующем году Раппапорт взяла золото в Миядзаки, второй раз подряд выиграла в Тхонъёне, затем снова стала лучшей в Юкатане в рамках Кубка мира. В 2017 году она заняла 10-е место в рейтинге Мировой серии.
В 2018 году Раппапорт выиграла золото в Миядзаки и Антверпене в рамках Мировой серии. Позже, в преддверии гонки в Лидсе у неё сломался велосипед во время транспортировки и несмотря на то, что она начала гонку, завершить соревнования не смогла. В конце года она заняла 25-е место в Мировой серии, на 15 позиций ниже прошлогоднего результата. В следующем году Раппапорт выиграла медали трёх гонок Мировой серии: вторые места в Эдмонтоне и Иокогаме, третье место в Гамбурге. Она также взяла золото на этапе Кубка мира в Уатулько. В 2019 году она заняла 5-е место в Мировой серии.